# Alexis Copello
Alexis Copello Sánchez (Santiago de Cuba, 12 augustus 1985) is een Cubaanse atleet, die sinds 2017 uitkomt voor Azerbeidzjan en gespecialiseerd is in het hink-stap-springen. Hij nam tweemaal deel aan de Olympische Spelen, maar won hierbij geen medaille.

## Loopbaan

### Cubaanse periode
De internationale loopbaan van Copello begon met een vierde plaats bij het hink-stap-springen op de Centraal-Amerikaanse en Caribische kampioenschappen van 2005 in Nassau, Bahama's. Een jaar later veroverde hij op de Centraal-Amerikaanse en Caribische Spelen in Colombia een zilveren medaille, waarna hij in 2008, nu weer op de Centraal-Amerikaanse en Caribische kampioenschappen, goed was voor brons. Dit laatste jaar maakte hij tevens, uitkomend voor Cuba, zijn olympisch debuut op de Olympische Spelen van Peking. Met 17,09 m sneuvelde hij in de kwalificatieronde.
Het jaar erop verbeterde Copello in mei zijn persoonlijk record tot 17,65. Op de wereldkampioenschappen van 2009 in Berlijn behaalde hij vervolgens de finale, waarin hij zich bij zijn laatste poging verbeterde van 17,19 tot 17,36. Hiermee verzekerde hij zich van het brons achter de Brit Phillips Idowu (goud; 17,73) en de Portugees Nelson Évora (zilver; 17,55).
Twee jaar later kwam Copello op de Olympische Spelen in Londen, in tegenstelling tot vier jaar eerder, wel in de finale. Hij eindigde hierin op een achtste plaats met een beste poging van 16,92.

### Azerbeidzjaanse periode
Vervolgens ontstond er een gat van vijf jaar in zijn atletiekcarrière. De oorzaak hiervan was het feit, dat hij na 2012 naar Azerbeidzjan emigreerde. Het duurde tot 2017, voordat Copello voor zijn nieuwe vaderland in kampioenschapstoernooien mocht uitkomen. Voor Cuba bleef hij intussen wat successen boeken in de Diamond League-serie. Een eerste resultaat voor Azerbeidzjan was in 2017 een zilveren medaille met een hink-stap-sprong van 16,90 tijdens de Islamic Solidarity Games. Vervolgens werd hij vijfde op de WK in Londen.
In 2018 bleef Copello op de wereldindoorkampioenschappen in Birmingham met een beste prestatie van 17,17 net buiten het podium, maar op de Diamond League-wedstrijd in Doha werd hij derde met 17,21, waarna hij op de Europese kampioenschappen in augustus achter Nelson Évora de zilveren medaille veroverde. Op de WK van 2019 in Doha bleef hij met 17,10 echter steken op een zevende plaats.
In 2021 moest Copello op de EK indoor in Toruń slechts zijn vroegere landgenoot Pedro Pablo Pichardo, tegenwoordig uitkomend voor Portugal, voor zich dulden. Met een beste hink-stap-sprong van 17,04 veroverde hij ditmaal het zilver.

## Titels
- Pan-Amerikaanse Spelen kampioen hink-stap-springen - 2011
- Centraal-Amerikaans en Caribisch kampioen hink-stap-springen - 2009
- Ibero-Amerikaans kampioen hink-stap-springen - 2010

## Persoonlijke records
Outdoor
| Discipline         | Prestatie         | Datum            | Plaats   |
| ------------------ | ----------------- | ---------------- | -------- |
| verspringen        | 7,22 m (+1,1 m/s) | 24 februari 2007 | Kingston |
| hink-stap-springen | 17,68 m           | 17 juli 2011     | Ávila    |

Indoor
| Discipline         | Prestatie | Datum        | Plaats |
| ------------------ | --------- | ------------ | ------ |
| hink-stap-springen | 17,24 m   | 5 maart 2010 | Liévin |

## Palmares

### hink-stap-springen
Kampioenschappen
- 2005: 4e Centraal-Amerikaanse en Caribische kamp. - 17,09 m
- 2006:  Centraal-Amerikaanse en Caribische Spelen - 16,85 m
- 2008:  Centraal-Amerikaanse en Caribische kamp. - 16,91 m
- 2008: 8e in kwal. OS - 17,09 m
- 2009:  Centraal-Amerikaanse en Caribische kamp. - 17,33 m
- 2009:  WK - 17,36 m
- 2010:  Ibero-Amerikaanse kamp. - 17,28 m
- 2011: 4e WK - 17,47 m
- 2011:  Pan-Amerikaanse Spelen - 17,21 m
- 2012: 7e WK indoor - 16,92 m
- 2012: 8e OS - 16,92 m
- 2017:  Islamic Solidarity Games - 16,90 m
- 2017: 5e WK - 17,16 m
- 2018: 4e WK indoor - 17,17 m
- 2018:  EK - 16,93 m
- 2019: 7e WK - 17,10 m
- 2021:  EK indoor - 17,04 m

Diamond League-podiumplekken
- 2010:  Qatar Athletic Super Grand Prix – 17,47 m
- 2010:  British Grand Prix – 17,09 m
- 2010:  Meeting Areva – 17,45 m
- 2010:  DN Galan – 17,22 m
- 2010:  Aviva London Grand Prix – 17,02 m
- 2010:  Memorial Van Damme – 17,47 m
- 2011:  Qatar Athletic Super Grand Prix – 17,05 m
- 2011:  Golden Gala – 17,14 m
- 2011:  Athletissima – 17,06 m
- 2011:  British Grand Prix – 17,12 m
- 2011:  Herculis – 17,30 m
- 2011:  Memorial Van Damme – 16,89 m
- 2014:  Meeting Areva – 17,04 m
- 2015:  Golden Gala - 17,15 m
- 2016:  Qatar Athletic Super Grand Prix - 16,98 m
- 2016:  Bislett Games - 16,91 m
- 2016:  Meeting de Paris - 16,90 m
- 2016:   Diamond League - 32 p
- 2017:  Qatar Athletic Super Grand Prix - 16,81 m
- 2018:  Qatar Athletic Super Grand Prix - 17,21 m